# ترقيم الحمض النووي

ترقيم الـ Nucleosidmonophosphate

ترقيم الحمض النووي في البيولوجيا الجزيئية (بالإنجليزية:Nucleic acid nomenclature ) :
يستخدم كيميائي علم الأحياء وكيميائي البيولوجيا الجزيئية تسميات لوصف جزيئات الحمض النووي ، مثل جزيئات الدنا و الرنا ، وهو يستخدم في ذلك ما يسمى ترقيم الحمض النووي.
فمثلا يستخدم الكيميائي في التعريف بزوج قاعدي حرف A لتعريف نوكليتيد أدينين كاختصار ؛ وحرف G لـ guanine غوانين ؛ و C لـ سيتوسين cytosine , و T لـ ثيمين thymine ، وفي الرنا يستخدم الاحتصار U للـ يوراسيل uracil
بالإضافة إلى ذلك يعطي الكيميائي أرقاما لأوضاع ذرات الكربون  لحلقة سكر الريبوز التي تشكل العمود الفقري لسلسلة الحمض النووي ، وهذا الترقيم يخدم أولا أوضاع الرابطات على حلقة الريبوز ، ومن وجهة أخرى لتحديد اتجاه سير العمليات بالنسبة للحمض النووي  ( إما 5'->3' أو 3'->5'). وهذا ما يسمى بالاتجاهية في البيولوجيا الجزيئية.

## انظر أيضا

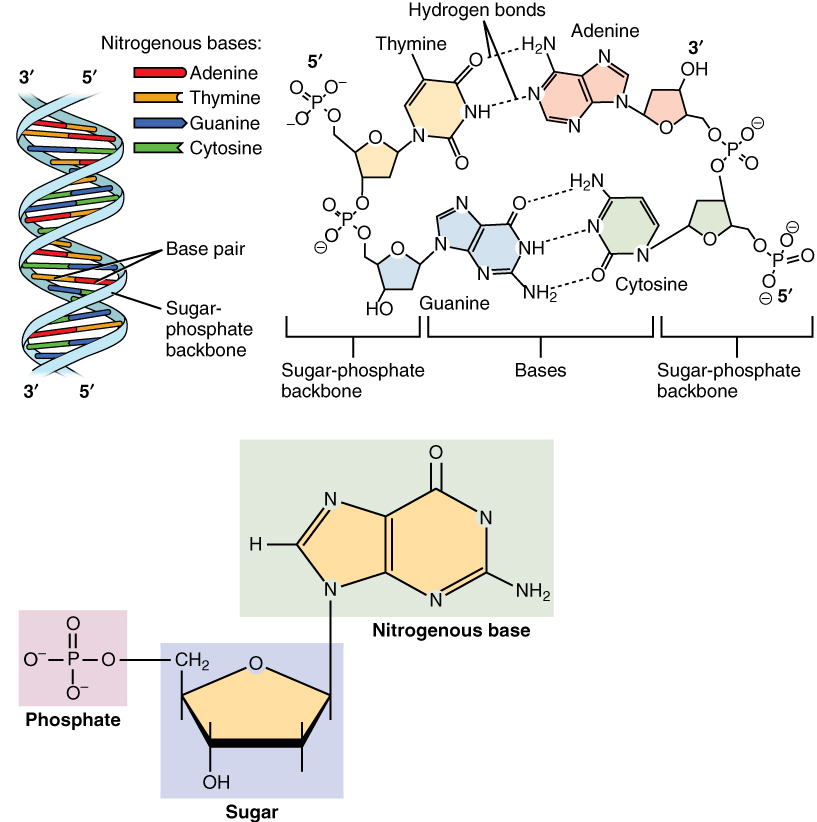
أنقر الصورة لترى الأرقام على The structure of nucleotide monomers.